# کنستانتین انگل
کنستانتین انگل (روسی: Константин Энгель؛ زادهٔ ۲۷ ژوئیهٔ ۱۹۸۸) بازیکن فوتبال اهل آلمان است.
از باشگاه‌هایی که در آن بازی کرده‌است می‌توان به باشگاه فوتبال اینگولشتات ۰۴، باشگاه فوتبال انرژی کوتبوس، و باشگاه فوتبال اسنابروک اشاره کرد.
وی همچنین در تیم ملی فوتبال قزاقستان بازی کرده‌است.